# Душко Лукарски
Душан (Душко) Лукарски или Лукаров (на македонска литературна норма: Душко Лукарски) е югославски комунистически партизанин и политик от Социалистическа република Македония.

## Биография
Роден е като Душан Лукарович на 15 август 1913 година във велешкото Башино село, току-що анексирано от Кралство Сърбия. Завършва Висше търговско училище. В 1939 година става член на Югославската комунистическа партия, а в 1941 година се присъединява към започналата комунистическа съпротива. Делегат е на Първото и Второто заседание на АСНОМ.
По време на войната изпозва името Лукаров, което по-късно е сменено на Лукарски. След войната е комендант на град Скопие като полковник от Югославската народна армия. По-късно е председател на военния съд в Скопие и директор на завода „Тито“ и на фабриката „Юг“. Избран е за депутат в Учредително събрание на Народна република Македония. Избиран е за председател на Народния комитет на Скопския срез, председател на Главния комитет на Народния фронт на Македония, подпредседател на републиканското вече на синдикатите на Македония.
Носител е на „Партизански възпоменателен медал 1941“ и други висши отличия.